# Malý Lipník
Malý Lipník (1927–1965 slowakisch auch „Malyj Lipnik“ – bis 1927 slowakisch „Lipnik“; deutsch Kleinlaupnik, ungarisch Kishárs – bis 1907 Kislipnik – älter nur Lipnik) ist eine Gemeinde im Nordosten der Slowakei mit 484 Einwohnern (Stand 31. Dezember 2024), die zum Okres Stará Ľubovňa, einem Teil des Prešovský kraj, gehört.

## Geographie

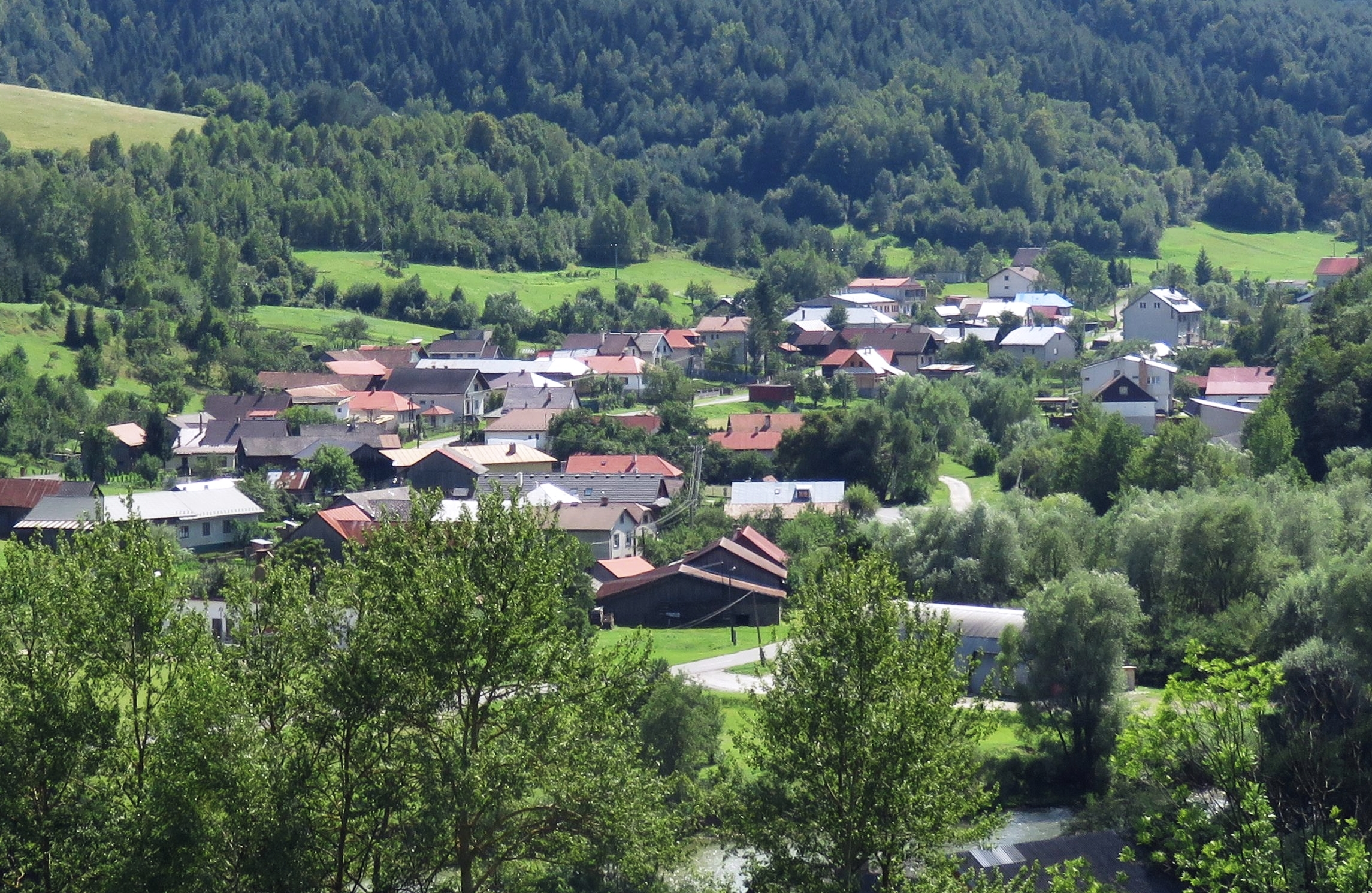
Malý Lipník

Die Gemeinde befindet sich im Nordteil des Berglands Ľubovnianska vrchovina im Tal des Baches Lipník, am linken Ufer des Poprad, direkt an der Staatsgrenze zu Polen. Das Ortszentrum liegt auf einer Höhe von 450 m n.m. und ist 15 Straßenkilometer von Stará Ľubovňa entfernt.
Nachbargemeinden sind Sulín im Norden, Muszyna (Ortsteil Andrzejówka, PL) im Nordosten, Starina im Osten, Údol im Süden und Matysová im Westen.

## Geschichte
Malý Lipník entstand in der zweiten Hälfte des 16. Jahrhunderts als verstreute Siedlung und wurde zum ersten Mal 1600 schriftlich erwähnt. Es war Teil des Herrschaftsguts der Burg Plaveč und wurde von einem Schultheiß geleitet. 1787 hatte die Ortschaft 85 Häuser und 564 Einwohner, 1828 zählte man 96 Häuser und 725 Einwohner, die als Hirten, Landwirte und Hersteller von Leinöl und Wolltuch beschäftigt waren. 1848 wurde ein Aufstand gegen das Komitat und feudale Pflichten durch das Militär geschlagen. 
Bis 1918 gehörte der im Komitat Sáros liegende Ort zum Königreich Ungarn und kam danach zur Tschechoslowakei beziehungsweise heute Slowakei. 

## Bevölkerung
| Jahr                | 1994 | 2004    | 2014    | 2024    |
| ------------------- | ---- | ------- | ------- | ------- |
| Anzahl der Personen | 480  | 458     | 454     | 484     |
| Unterschied         |      | −4,58 % | −0,87 % | +6,60 % |

| Jahr                | 2023 | 2024    |
| ------------------- | ---- | ------- |
| Anzahl der Personen | 467  | 484     |
| Unterschied         |      | +3,64 % |

Gemäß der Volkszählung 2011 wohnten in Malý Lipník 456 Einwohner, davon 386 Slowaken, 62 Russinen, jeweils zwei Polen und Tschechen und ein Ukrainer. Drei Einwohner machten keine Angabe zur Ethnie.
374 Einwohner bekannten sich zur griechisch-katholischen Kirche, 65 Einwohner zur römisch-katholischen Kirche sowie jeweils ein Einwohner zur Evangelischen Kirche A. B. und zur orthodoxen Kirche. Vier Einwohner waren konfessionslos und bei 11 Einwohnern wurde die Konfession nicht ermittelt.

## Bauwerke und Denkmäler
- griechisch-katholische Cosmas-und-Damian-Kirche im klassizistischen Stil aus dem Jahr 1820